# 莱西鲁瓦
莱西鲁瓦（法語：Les Irois，發音：[lez‿iʁwa]）是海地格朗当斯省昂斯代诺区的市镇，总面积130.33平方千米，2015年人口23374。